# Aleuritopteris × vermae
Aleuritopteris × vermae là một loài dương xỉ thuộc họ Pteridaceae. Loài này được (Fraser-Jenk. & Viane) Fraser-Jenk. & Khullar mô tả khoa học đầu tiên năm 2008.